# Siegfried Schtauffen
Siegfried Schtauffen es un personaje ficticio de la saga de Videojuegos de lucha Soulcalibur. Su primera aparición fue en Soul Edge (Primera Entrega) y reapareció en Soulcalibur, Soulcalibur III, Soulcalibur Legends, Soulcalibur IV, Soulcalibur V y Soulcalibur VI. Tuvo una breve aparición en Soulcalibur II al ser un traje desbloqueable para el personaje conocido como Nightmare.

## Historia
La historia del joven mercenario alemán Siegfried Schtauffen está ligada a la del personaje de Nightmare hasta que son separados...
Tras emprender un viaje en busca de la mística espada Soul Edge, Siegfried Schtauffen llega a un puerto en Valencia, España, donde encontró el cadáver del pirata Cervantes de León, quien poseía la espada Soul Edge a su lado. De repente el cadáver envuelto en llamas regresó a la vida, convirtiéndose en el personaje llamado Inferno. Siegfried lo derrotó y Soul Edge le habló a Siegfried diciéndole que él debería restaurar el poder de la espada mediante la cosecha de almas y la espada así resucitaría a su amado padre. Siegfried tomó a Soul Edge, pero solo pudo convertirse en su esclavo, al ser poseído por Soul Edge. Así Siegfried poco a poco fue perdiendo su voluntad, pasando a ser conocido como Nightmare o el Caballero de la Armadura Celeste. En ese tiempo que Siegfried estuvo poseído por la espada maligna realizó monstruosidades, incluso llegando a combatir contra los ejércitos bien armados y naciones de la época, que pelearon contra Nightmare, pero todos cayeron ante su feroz poder.
Años después Nightmare regresó al castillo de Ostrheinsburg, donde alguna vez Siegfried había servido. Allí, Nightmare peleó contra el forajido francés Raphael Sorel, quien lo venció en el momento que Siegfried retomó conciencia de sus actos. Durante ese combate en el subconsciente de Nightmare, Raphael Sorel antes de ser vencido se alzó con sus últimas fuerzas y atacó al núcleo de Soul Edge, haciendo que Nightmare gritara de dolor y Siegfried retomara su voluntad y posesión de su cuerpo. Entonces, el cielo se aclaró y la espada espiritual o Soul Calibur apareció. Siegfried tomó la espada espiritual y la clavó en el ojo de Soul Edge, sellando así el poder de las dos espadas, liberándose del influjo maligno de Soul Edge, manifestado en Nightmare.
Sin que nadie se percatara de lo sucedido, la presencia de la maligna espada Soul Edge huyó a la armadura de Nightmare, cuando Siegfried se despojó de ella antes de clavar a Soul Calibur en el ojo de la espada maligna. Así Soul Edge permaneció en la armadura de Nightmare sin poderse mover. La presencia maligna permaneció ahí hasta que el mago Zasalamel, con una guadaña como arma, entró en el castillo y, sin hablar, entabló una conexión con la presencia de Soul Edge. Al final, Zasalamel decidió ayudar a Soul Edge, y mediante un rito místico, juntó la energía y los espítirus del lugar con la presencia de Soul Edge, dando vida de nuevo a Nightmare. Nightmare volvió a vagar por Europa para conseguir almas y una vez más, la leyenda del Caballero Azul sembró el terror en la Europa medieval.

## Armas
Siegfried usa el Zweihänder, una espada mandoble similar a una espada Claymore escocesa en su gran longitud. La espada llamada Faust es el arma que Siegfried utiliza durante su tiempo como mercenario, y es probable que sea la misma arma con la que mató a su padre. Se comenta que Faust se rompió durante la brutal batalla contra Inferno en el puerto español, pero el poder de la espada maligna Soul Edge la restauró.
Después de esto, usa Siegfried a Soul Edge que toma la forma de la espada del portador, en este caso, Zweihander, contaminándola. Cuando Siegfried se libera por primera vez de Nightmare, usa a Requiem, otra espada tipo Zweihander, pero cuando Nightmare retoma su poder, vuelve a emplear Soul Edge.
En los vídeos de Soulcalibur IV se muestra a Siegfried usando poderes cristalinos con Soul Calibur, y su armadura también presenta cristales, por lo que podría ser que Siegfried se haya fusionado con Soul Calibur, lo que Nightmare a Soul Edge, un portador, pero Siegfried no pierde la cordura.

## Siegfried en el Juego
Siegfried tiene largo alcance y es muy poderoso, pero lento. Aunque su espada final Soul Calibur lo sana, haciendo así un enemigo fuerte y un personaje, que, sabiéndolo usar, es muy poderoso.